# Patinação artística nos Jogos Asiáticos de Inverno de 2007 - Duplas
A competição de duplas da patinação artística na Jogos Asiáticos de Inverno de 2007 foi realizada no Changchun Wuhuan Gymnasium, em Changchun, China. O programa curto foi disputado no dia 2 de fevereiro e a patinação livre no dia 3 de fevereiro.

## Medalhistas
| Ouro   | CHN Shen Xue / Zhao Hongbo                                   |
| Prata  | CHN Pang Qing / Tong Jian                                    |
| Bronze | CHN Li Jiaqi / Xu Jiankun UZB Marina Aganina / Artem Knyazev |

## Resultados
| Pos.              | Nome                           | Nacionalidade   | Pontos | PC        | PL         |
| ----------------- | ------------------------------ | --------------- | ------ | --------- | ---------- |
| Medalha de ouro   | Shen Xue / Zhao Hongbo         | China           | 195.55 | 69.49 (1) | 126.06 (1) |
| Medalha de prata  | Pang Qing / Tong Jian          | China           | 181.47 | 65.65 (2) | 115.82 (2) |
| Medalha de bronze | Li Jiaqi / Xu Jiankun          | China           | 144.20 | 54.99 (3) | 89.21 (3)  |
| Medalha de bronze | Marina Aganina / Artem Knyazev | Uzbequistão     | 126.20 | 45.02 (5) | 81.18 (4)  |
| 5                 | Sung Mi-Hyang / Jong Yong-Hyok | Coreia do Norte | 123.13 | 45.09 (4) | 78.04 (5)  |
| 6                 | Choe Ryon / Sin Kwang-Mun      | Coreia do Norte | 112.45 | 41.55 (6) | 70.90 (6)  |

- Nota: O Uzbequistão conquistou a medalha de bronze devido a regra que não permite um país levar todas as medalhas.

Legenda
| Recorde mundial      | Recorde mundial (World record)               |                       | Recorde africano                      | Recorde africano (African) |                                           | Q | Classificado por posição (Qualified) |
| Recorde olímpico     | Recorde olímpico (Olympic record)            | Recorde da América    | Recorde da América (Americas)         | q                          | Classificado por melhor tempo (Qualified) |   |                                      |
| Melhor marca do ano  | Melhor marca do ano (World leading)          | Recorde asiático      | Recorde asiático (Asian)              | DNS                        | Não largou (Did not start)                |   |                                      |
| Recorde nacional     | Recorde nacional (National record)           | Recorde europeu       | Recorde europeu (European)            | DNF                        | Não terminou (Did not finish)             |   |                                      |
| Recorde pessoal      | Recorde pessoal do atleta (Personal best)    | Recorde da Oceania    | Recorde da Oceania (Oceania)          | DSQ / DQ                   | Desclassificado (Disqualified)            |   |                                      |
| Recorde da temporada | Recorde da temporada do atleta (Season best) | Recorde sul-americano | Recorde sul-americano (South America) | NM                         | Sem marca (No mark)                       |   |                                      |